# Megachile rufohirtula
Megachile rufohirtula är en biart som beskrevs av Cockerell 1937. Megachile rufohirtula ingår i släktet tapetserarbin, och familjen buksamlarbin. Inga underarter finns listade i Catalogue of Life.